# Orrick, Herrington & Sutcliffe
Orrick, Herrington & Sutcliffe LLP est un cabinet d'avocats d'affaires international fondé à San Francisco en 1863. Il comporte aujourd'hui plus de 1100 collaborateurs à travers le monde, répartis dans 23 bureaux.

## Bureaux dans le monde (avec année d'établissement)
- Genève (2015)
- Abidjan, (2014)
- Munich  (2011) en tant que Orrick Hölters & Elsing
- Berlin  (2008) en tant que Orrick Hölters & Elsing
- Düsseldorf  (2008) en tant que Orrick Hölters & Elsing
- Francfort (2008) en tant que Orrick Hölters & Elsing
- Paris (2006) en tant que Orrick Rambaud Martel
- Shanghai  (2006)
- Pékin  (2006)
- Hong Kong  (2005)
- Moscou (2005)
- Taipei (2005)
- Rome (2004)
- Milan (2003)
- Wheeling (2002)
- Comté d'Orange (2002)
- Portland (1999)
- Seattle (1999)
- Londres  (1998)
- Tokyo (1997)
- Menlo Park (Silicon Valley) (1995)
- Washington, D.C.  (1993)
- Los Angeles (1985)
- New York (1984)
- Sacramento  (1983)
- San Francisco  (1863)

## Affaire de harcèlement
En 2019, une ancienne collaboratrice du bureau Français du cabinet porte plainte auprès du Procureur de paris et de l'Ordre des avocats de Paris pour harcèlement sexuel envers un associé, Pascal Agboyibor. Après un audit interne, la firme va passer un accord avec plaignante de plusieurs millions de dollars, ce qui mettra fin aux poursuites pénales. Sur le plan disciplinaire, l'Ordre prononcera une sanction de 18 mois de suspension à l'égard de Pascal Agboyubor en 2021. L'avocat fait appel de cette sanction. Il quitte le cabinet en 2019.